# Atexoxocuapa
Atexoxocuapa är en ort i Mexiko.   Den ligger i kommunen Zongolica och delstaten Veracruz, i den sydöstra delen av landet, 250 km öster om huvudstaden Mexico City. Atexoxocuapa ligger 888 meter över havet och antalet invånare är 443.
Terrängen runt Atexoxocuapa är kuperad åt nordväst, men åt sydost är den bergig. Runt Atexoxocuapa är det ganska tätbefolkat, med 222 invånare per kvadratkilometer. Närmaste större samhälle är Zongolica, 7,9 km väster om Atexoxocuapa. I omgivningarna runt Atexoxocuapa växer i huvudsak städsegrön lövskog.